# Pierre François Berruer
Pierre François Berruer, fue un escultor francés, nacido en París en 1733 y fallecido en 1797 en la misma ciudad.

## Datos biográficos
En 1754 queda segundo en la convocatoria del Premio de Roma, por detrás de Charles-Antoine Bridan, con un trabajo basado en el título  La matanza de los inocentes.
En 1755 obtiene el primer Premio de Roma, quedando el mismo Bridan segundo.
Pensionista de la Villa Médici en Roma (Italia) de 1758 a 1764, Pierre-François Berruer es recibido en la Academia real de pintura y de escultura en 1765.

## Obras

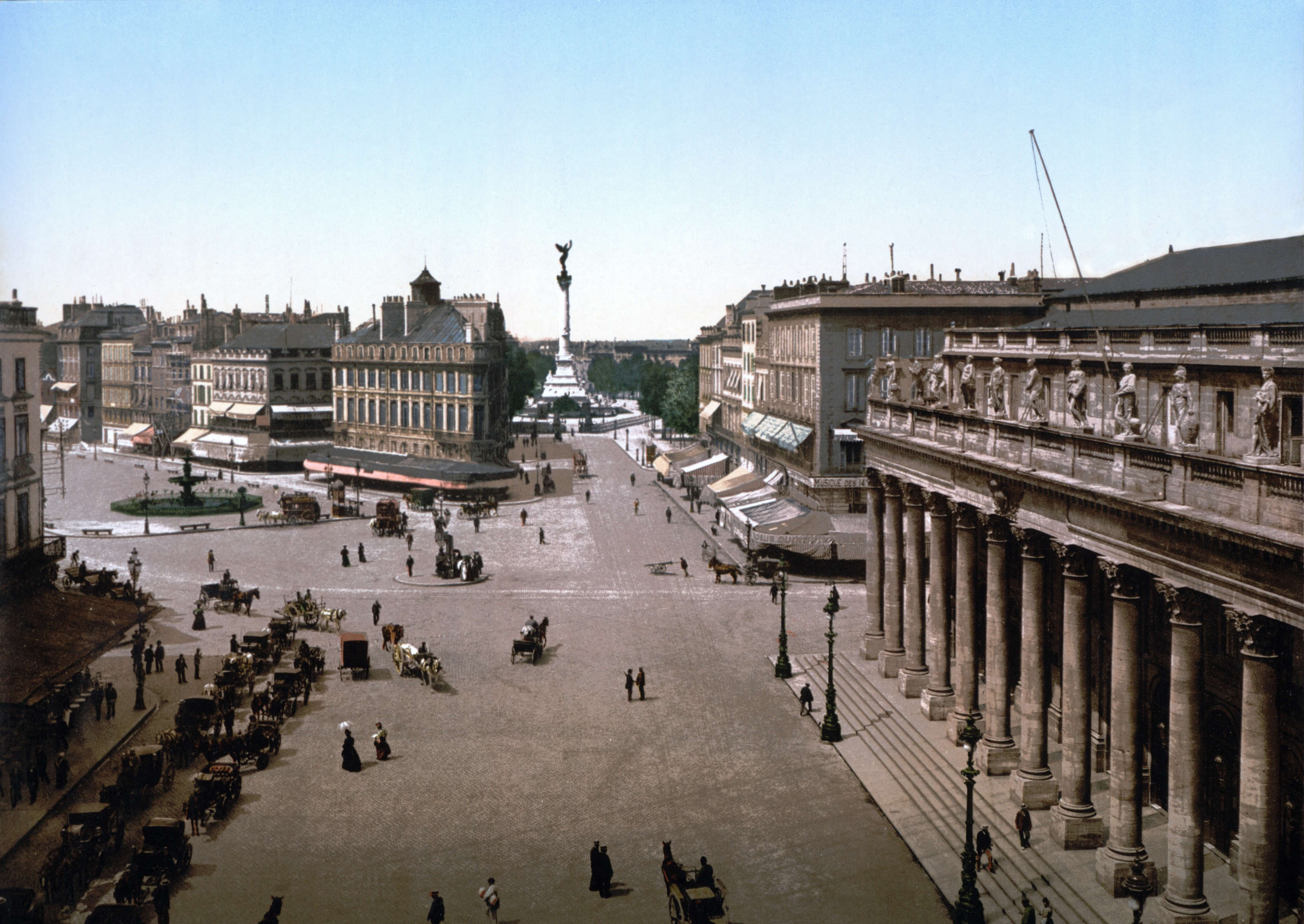
Vista de la plaza de la Comedia, con la fachada principal del Gran Teatro de Burdeos

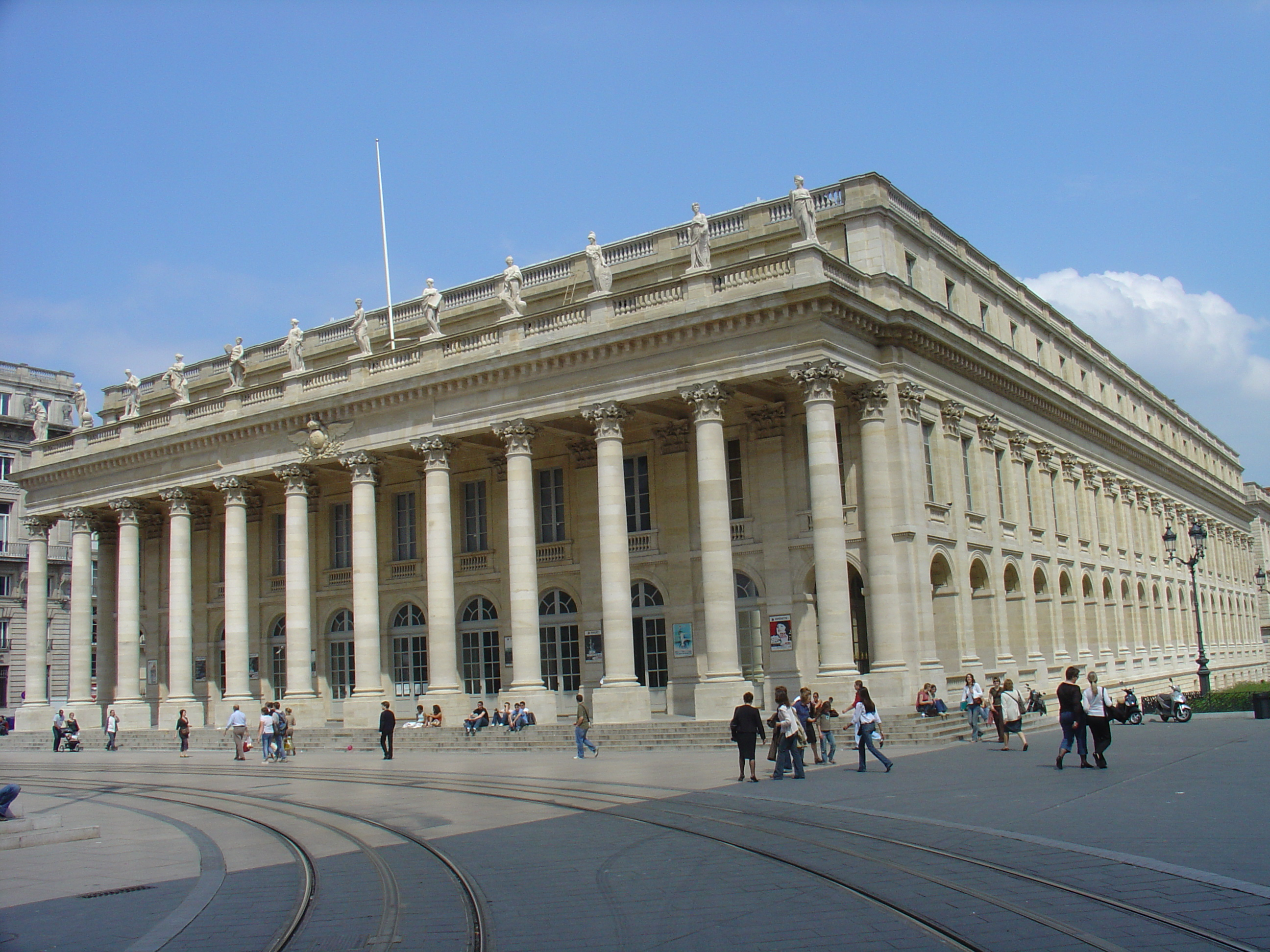
Fachada principal del Gran Teatro de Burdeos

Entre las mejores y más conocidas obras de Pierre François Berruer se incluyen las siguientes:
- las 12 estatuas del Gran Teatro de Burdeos : 3 diosas (Juno, Venus, Minerva) así como 9 Musas (Euterpe, Urania, Calíope, Terpsícore, Melpómene, Talía, Polimnia, Erato, Clío). Instaladas sobre 12 columnas de estilo Corintio.

- Luis XV rindiendo tributo a la Pintura y a la Escultura - Louis XV récompense la Peinture et la Sculpture, relieve de mármol . La obra adornaba el pedestal del busto del rey realizado Gois, instalado en la sala de la Academia en 1765
- Terpsícore, estatua de mármol en la sala 28 de escultura francesa del Museo del Louvre[1]